# Paris Centre
| Verwaltung                                      | Verwaltung                 |
| ----------------------------------------------- | -------------------------- |
| Staat                                           | Frankreich                 |
| Stadt                                           | Paris                      |
| Bürgermeister                                   | Ariel Weil (PS)            |
| Mandat                                          | 2020–2026                  |
| Webpräsenz                                      | mairiepariscentre.paris.fr |
| Demographie                                     |                            |
| Einwohner                                       | 100.296 (1. Januar 2018)   |
| Bevölkerungsdichte                              | 17.942 Einwohner pro km2   |
| Geographie                                      |                            |
| Fläche                                          | 5,59 km2                   |
| Karte                                           |                            |
| Logo der Mairie von Paris Centre                |                            |
| Karte                                           |                            |
| Lage von Paris Centre (orange) innerhalb Paris’ |                            |

Paris Centre (auch 1er secteur de Paris, deutsch Erster Sektor von Paris) ist ein Verwaltungsbezirk der französischen Hauptstadt Paris.
Der Verwaltungsbezirk wurde 2020 im Rahmen der Gemeindewahlen in Paris 2020 neu geschaffen und ist für die Arrondissements (Stadtbezirke) 1, 2, 3 und 4 zuständig. Somit ist Paris Centre Verwaltungszentrale für diese Arrondissements, gleichwohl sind die Arrondissements 1 bis 4 nach wie vor eigenständige Stadtbezirke.

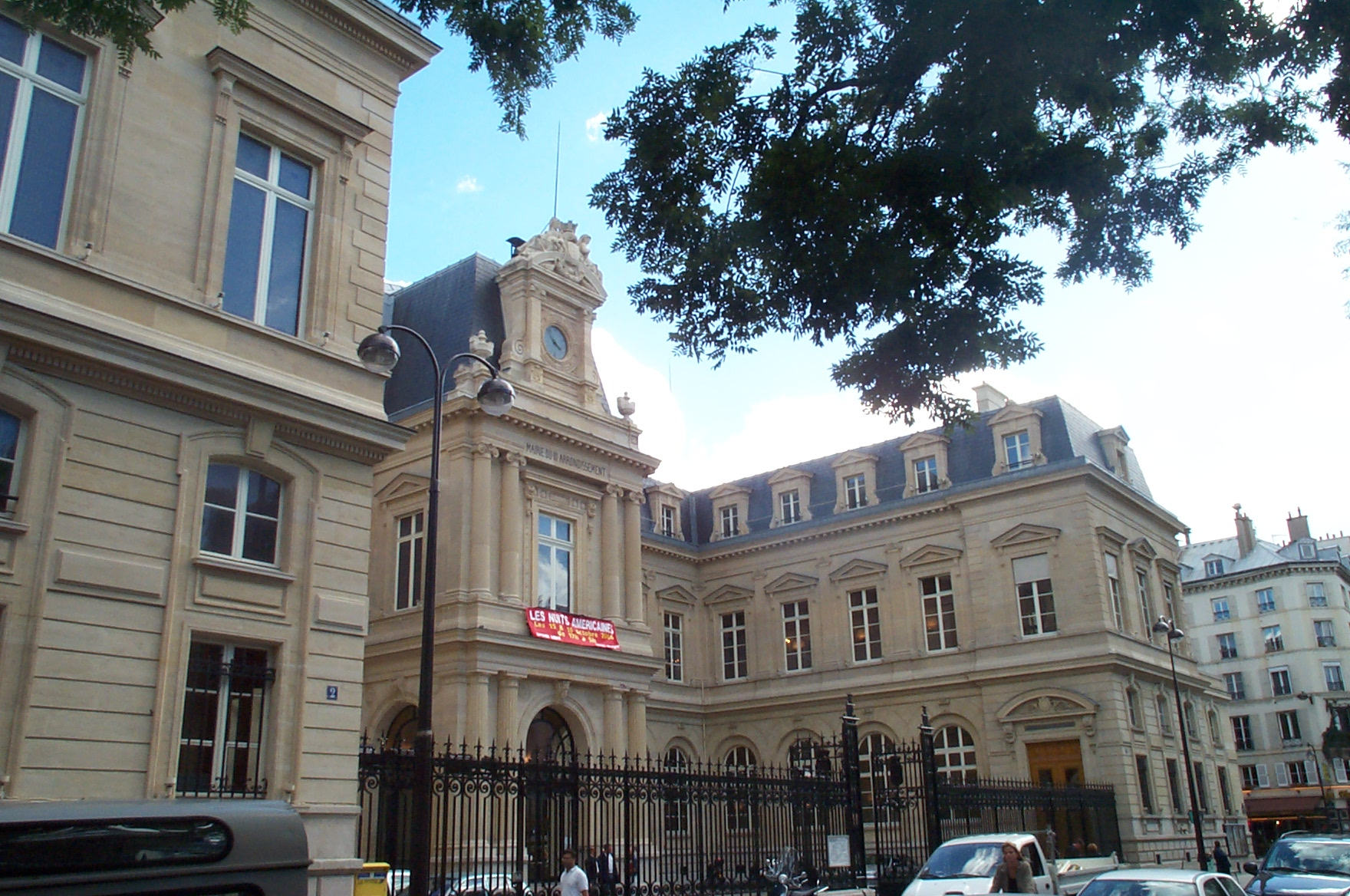
Die Mairie (Bürgermeisteramt) von Paris Centre (ehemaliger Sitz der Mairie des 3. Arrondissements)

Die Mairie (Rathaus) von Paris Centre befindet sich im 3. Arrondissement in der 2 Rue Eugène Spuller, 75003 Paris.